# Берчер, Пол
Эрнест Огастус Пол Берчер (англ. Ernest Augustus Paul Bircher; 11 декабря 1928, Кенсингтон — 6 октября 2019) — британский гребец, выступавший за сборную Великобритании по академической гребле в конце 1940-х годов. Серебряный призёр летних Олимпийских игр в Лондоне.

## Биография
Пол Берчер родился 11 декабря 1928 года в Кенсингтоне, Лондон.
Учился в Колледже Редли и в Колледже Христа при Кембриджском университете. Состоял в университетской команде по академической гребле, в частности в 1948 году выиграл традиционную регату «Оксфорд — Кембридж».
Благодаря череде удачных выступлений вошёл в состав британской национальной сборной и удостоился права защищать честь страны на домашних летних Олимпийских играх 1948 года в Лондоне. В составе экипажа-восьмёрки, куда также вошли гребцы Кристофер Бартон, Майкл Лапейдж, Гай Ричардсон, Пол Мэсси, Чарльз Ллойд, Джон Мейрик, Альфред Меллоус и рулевой Джек Дирлов, благополучно преодолел предварительный квалификационный этап, взяв верх над командами Норвегии и Дании, затем на стадии полуфиналов прошёл команду Канады. Британские гребцы считались здесь единственными достойными соперниками для главных фаворитов соревнований американцев, представителей Калифорнийского университета в Беркли, однако в решающем финальном заезде конкурентной борьбы не получилось — британцы отстали более чем на десять секунд и вынуждены были довольствоваться серебряными олимпийскими медалями.
После лондонской Олимпиады Берчер продолжил выступать в гребле. Так, в 1949 и 1950 годах он ещё дважды выигрывал регату «Оксфорд — Кембридж», а в 1953 году в составе клубе «Леандер» завоевал Grand Challenge Cup в рамках Королевской регаты Хенли.
Умер 6 октября 2019 года в возрасте 90 лет.